# 庫普奇奇
51°34′31″N 32°40′12″E / 51.57528°N 32.67000°E
庫普奇奇（烏克蘭語：Купчичі），是烏克蘭北部的村莊，隸屬切爾尼希夫州的科留基夫卡區。該村始建於1668年，面積1.04平方公里，海拔高度130米，2001年人口227，人口密度每平方公里218.3人。